# Obsidian Kingdom
Obsidian Kingdom es una banda musical fundada en 2005 en Barcelona, cuya música no se presta a ser etiquetada con facilidad. El propio grupo define su sonido como “pesado, de difícil clasificación y lleno de contrastes” y de su estilo se ha escrito que bebe a partes iguales del rock progresivo, el post-metal, el black metal, el rock alternativo y la música electrónica. En 2013, el medio estadounidense Metal Injection los declara "los maestros de todos los estilos".

## Historia

### 2005-2011: Primeros trabajos
La banda se forma originalmente por el guitarrista Rider G Omega y el batería Croma LAN Ro. Posteriormente se unen el guitarrista Prozoid Zeta JSI y el bajista Fatal Error Pl(a)n, y finalmente la formación se cierra en 2006 con el vocalista Saten Haz Im Nu. Su primer trabajo es el MCD Matter (2007), que en general recibe críticas que alaban sus intenciones e ideas pero que destacan el mejorable nivel de la producción como punto débil. Por su parte, el grupo considera el lanzamiento de Matter como una oportunidad para familiarizarse con los procesos de composición, producción, edición y promoción de un disco. Durante los dos años posteriores a la salida de Matter, Obsidian Kingdom presenta el trabajo con una gira por España y Portugal.
Su siguiente lanzamiento, el EP 3:11, se graba durante 2009 y ve la luz en 2010, sirviendo de adelanto al que debía ser su primer álbum: Fera. El grupo encarga a Ritxi Ostáriz (Ulver, Ihsahn) el diseño del EP. En esta ocasión las críticas destacan la positiva evolución de la banda en cuanto a sonido y composición así como la gran cantidad de influencias y estilos identificables en su música.
Antes de la publicación de 3:11 el grupo sufre cambios internos en su formación, que vuelve a estabilizarse en 2011 con la entrada del batería Ojete Mordaza II, el teclista Zer0 Æmeour Íggdrasil y el bajista Fleast Race O'Uden. Es con esta formación con la que el grupo promociona 3:11 durante 2011, a lo largo de una serie de conciertos locales.

### 2012:Mantiis
En noviembre de 2012 Obsidian Kingdom publica el LP Mantiis, un álbum conceptual consistente en un solo tema dividido en 14 cortes que se caracteriza por la diversa paleta de emociones que refleja y la gran cantidad de estilos que abarca. El álbum, que cuenta con la participación de Fiar (vocalista de la banda catalana de black metal Foscor) y el trompetista Nicholas Dominic Talvola, obtiene críticas muy favorables por parte de la prensa especializada. De nuevo el diseño corre a cargo de Ritxi Ostáriz, quien esta vez actúa como director artístico delegando el peso creativo en la diseñadora Elena Gallen.
Mantiis fue presentado oficialmente el 14 de diciembre de 2012 en la sala Music Hall de Barcelona con Cut The End como banda telonera. El disco fue ejecutado en su integridad y el grupo cerró su actuación con una versión del tema tradicional de folk americano «The Wayfaring Stranger»
Durante 2013 Obsidian Kingdom telonea a Cult of Luna en sus actuaciones de Madrid y Barcelona; actúa en el Headway Festival junto a Leprous, Freak Kitchen y PHILM; y presentan Mantiis en Bilbao, Madrid, Tarragona, y Murcia. En noviembre de 2013 la banda publica Torn & Burnt, el álbum de remezclas de Mantiis.
En abril de 2014 la banda ficha por la compañía discográfica independiente Season of Mist.  Siguiendo de la reedición de Mantiis el 24 de octubre, el grupo se embarca en una gira a lo largo del territorio europeo y el Reino Unido, encabezada por el conjunto islandés Sólstafir.  Las actuaciones de Obsidian Kingdom a lo largo de la gira cosechan reseñas halagüeñas por parte de la prensa, que destacan la presencia, energía e intensidad de la banda en directo.
Mantiis fue interpretado en directo en su totalidad por última vez en el Ritual Cvlt Fest de Barcelona en octubre de 2014. La banda terminó su actuación con una versión del remix de su canción "Awake Until Dawn" producido por el dúo británico Necro Deathmort.

### 2016:A Year With No Summer
En junio de 2015 Obsidian Kingdom ofrecen  un concierto especial con su proyecto paralelo Drone Set en el Centro de Cultura Contemporània de Barcelona. Poco después se anuncia una nueva formación (con dos nuevos miembros: Seerborn Ape Tot a la guitarra y Om Rex Orale al bajo) y la grabación de un nuevo disco en otoño de 2015 con el productor colombiano afincado en Londres Jaime Gómez Arellano (Ulver, Paradise Lost).
A Year With No Summer es editado por Season of Mist el 11 de marzo de 2016, con los temas "Away/Absent", "Black Swan" y "Darkness" como sencillos. En el caso de "Black Swan", se publica un vídeo musical en formato de falso documental, dirigido por la directora catalana Silvia Subirós. El álbum recibe numerosas críticas positivas, que hacen hincapié en el atrevido cambio de estilo en comparación con el debut de la banda (particularmente en cuanto al registro vocal), su profundidad temática y la reducción de recursos propios del metal extremo en favor de un sonido más accesible. El álbum cuenta con la interpretación de los artistas invitados Kristoffer Rygg en "10th April" y Attila Csihar en "The Kandinsky Group", y el diseño del artwork corre de nuevo a cargo de Ritxi Ostáriz y Elena Gallén.
En mayo de 2016 la banda anuncia un nuevo cambio de formación con la incorporación de la joven guitarrista Eaten Roll I; con Seerborn Ape Tot, hasta la fecha guitarrista, asumiendo el rol de teclista tras la salida de Zer0 Æmeour Íggdrasil. En primavera de 2016 se celebran conciertos de presentación del disco en diferentes ciudades españolas, además de la actuación de la banda en los festivales Be Prog! My Friend y Resurrection Fest en julio de 2016. El álbum fue presentado en directo en una extensa gira europea durante septiembre de 2016, en compañía de Shining (banda noruega) e Intronaut.
En conmemoración del primer aniversario del disco, la banda dio un concierto en la galería de arte de Error! Design el 11 de marzo de 2017, donde interpretó versiones electrónicas de sus canciones, junto con otras de Radiohead, Led Zeppelin y Lou Reed.

### 2020:Meat Machine
En junio de 2018, Obsidian Kingdom recibió del Centro de Cultura Contemporánea de Barcelona el encargo de componer una banda sonora original para la película clásica de cine mudo La Carreta Fantasma, con objeto de interpretarla en la inauguración del ciclo de cine al aire libre Gandules'18 «Cine iluminado: Magia, lisergia y ocultismo», que formó parte de la exposición dedicada al ocultismo "La Luz Negra". Jorge Mur, productor y colaborador habitual de la banda, compuso la pieza que fue interpretada la noche de 7 de agosto de 2018 frente a un patio de butacas lleno.
En agosto de 2019, la banda anunció su entrada en el estudio para grabar su tercer disco, con el mismo equipo de productores de Mantiis; además de la incorporación de su nueva teclista, Jade Riot Cul. En diciembre de 2019, Obsidian Kingdom interpretó por primera vez dos temas del nuevo disco en el festival Madrid is the Dark, con la ausencia de Eaten Roll I a la guitarra.
Meat Machine es editado por Season of Mist el 25 de septiembre de 2020. Dos vídeos se lanzan como adelanto del disco: "MEAT STAR", dirigido por los cineastas españoles Ferran Ureña y Eric Morales, que obtiene el premio al Mejor Videoclip Internacional en la edición de 2020 del Santiago Horror Film Festival en Santiago de Chile y "THE PUMP", cuya animación corre al cargo del artista ucraniano Jakov Burov. El álbum es aplaudido por la crítica internacional, que destaca su variedad, su carácter vanguardista y la truculencia de los temas que trata, así como la capacidad de la banda para reinventarse una vez más. El disco es considerado el Mejor Disco Nacional de Metal de 2020 por la publicación Mondo Sonoro.
En septiembre de 2020, Obsidian Kingdom aparece en la portada de la edición española de la revista Metal Hammer. En diciembre de 2020, la banda presenta en directo Meat Machine en la novena edición del AMFest en Barcelona. El grupo ha anunciado una gira europea en mayo de 2021 como teloneros de Enslaved.

## Discografía

### Álbumes
- Mantiis (16 de noviembre de 2012, LP)
- Torn & Burnt (15 de noviembre de 2013, álbum de remezclas)
- A Year With No Summer (11 de marzo de 2016, LP)
- Meat Machine (25 de septiembre de 2020, LP)

### EP
- Matter (2007, MCD)
- 3:11 (2010, EP)

## Miembros

### Miembros actuales
- Rider G Omega - guitarra, voz (2005 – actualidad)
- Ojete Mordaza II - batería (2010 – actualidad)
- Om Rex Orale - bajo (2015 – actualidad)
- Jade Riot Cul - teclados (2016 – actualidad)
- Viral Vector Lips - guitarra (2019 – actualidad)

### Miembros anteriores
- Eaten Roll I - guitarra (2016 – 2019), voz (2018 – 2019)
- Seerborn Ape Tot - teclados (2015 – 2016), guitarra (2016)
- Zer0 Æmeour Íggdrasil - teclados, voz (2010–2016)
- Fleast Race O'Uden - bajo (2011–2015)
- Prozoid Zeta JSI - guitarra (2005–2015)
- Saten Haz Im Nu - voz (2006–2011)
- Fatal Error Pl/:a/n - bajo (2005–2011)
- Croma LAN Ro - batería (2005–2011)